# 虢季子白盘
虢季子白盘，是西周时期的一件大型青铜器，中国国家一级文物，现收藏在中国国家博物馆，与大盂鼎、毛公鼎、散氏盤并称「晚清四大国宝」。

## 发现和流传
虢季子白盘在清道光年间出土于陕西宝鸡虢川司，后被时任陕西眉县县令徐燮钧購得，他离任后带回常州。太平天国运动开始后，虢季子白盘又落到护王陈坤书手里。
清同治三年（1864年）四月，时任直隶陆路提督的刘铭传在常州与太平天国交战，攻陷常州后，他住进了陈坤书的府邸，发现此盘作为马槽使用。刘铭传从盘底的铭文认定这是一件稀世之宝，就悄悄送回老家安徽肥西县刘老圩村，并附信嘱咐家人仔细珍藏，不要声张。同治十年（1871年），刘铭传卸甲归田，修了一所亭子放置铜盘，并命名为“盘亭”，并把自己对虢季子白盘的研究记录成书《盘亭小录》。
刘家后人为保護虢季子白盘不在乱世中散失，在抗日战争期间，举家逃亡之前，将虢季子白盘埋在后院，坑深3米，上栽有一棵槐树。1949年，刘肃曾（刘铭传第四代孙）主动把虢季子白盘和一件銅鼓皆上缴给中华人民共和国政府；1950年2月28日，文化部表彰了刘肃曾，颁发了褒奖状，并有意安排他到北京工作，但刘没有接受。

## 器形
虢季子白盘长132.2厘米，高41.3厘米，宽82.7厘米，重215.5公斤，四壁外铸有8个衔环兽首。虢季子白盘是範鑄法铸造。

## 铭文

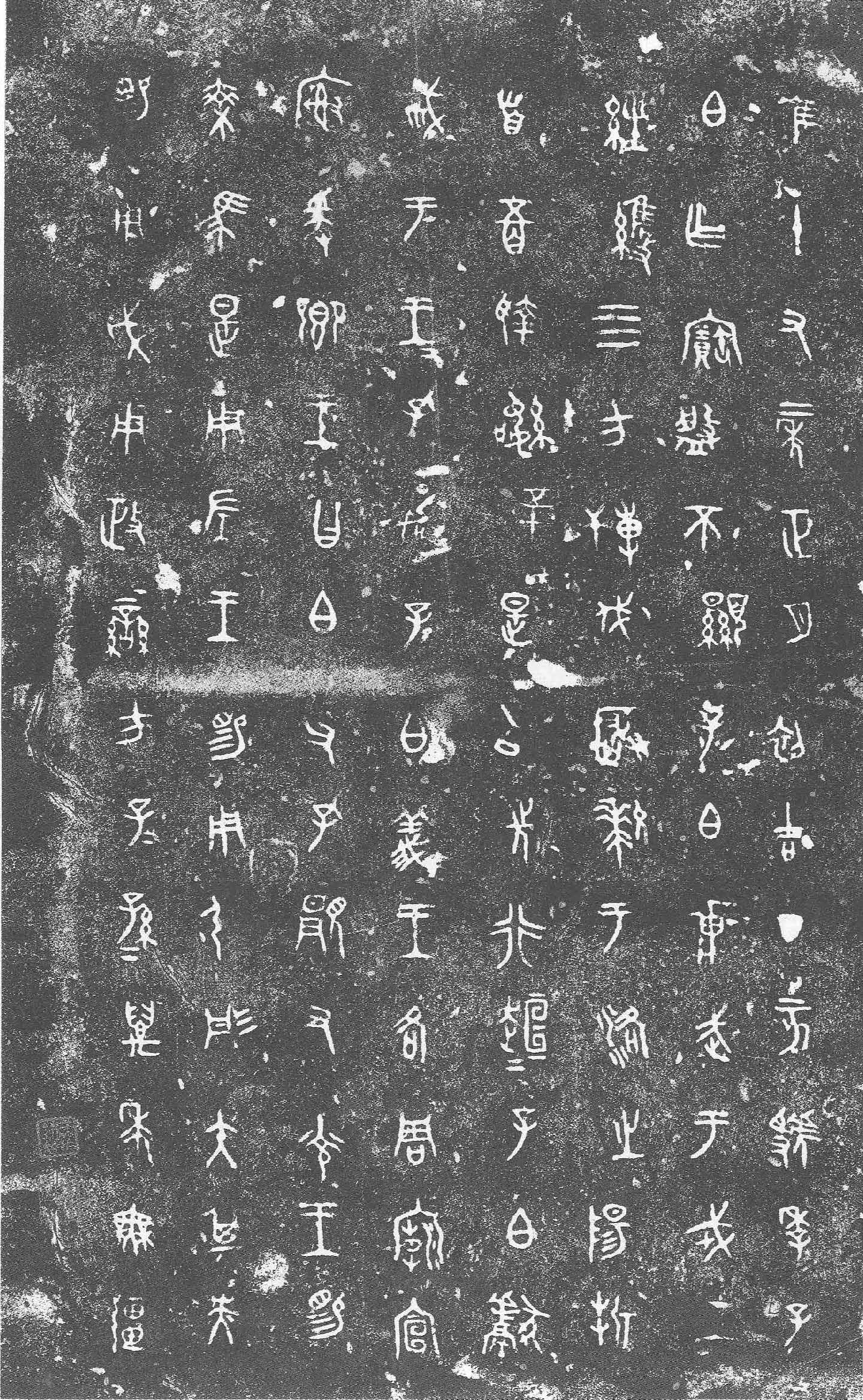
虢季子白盤銘文。

铭文共111个字，大致上為四字一句，為韻文。铭文记述了周宣王十二年（公元前816年）虢季子白在洛河北岸大胜猃狁，杀死五百名敌人，活捉五十名俘虏，宣王举行隆重的庆典表彰他的功绩，赏赐了马匹、斧钺、彤弓、彤矢。虢季子白特制造此盘来纪念这件事情。这段铭文，见证了西周初年的分封制确实起到了“以藩屏周”的重要作用。

## 参看
- 周宣王攻玁狁之戰
- 兮甲盤